# Yantéga
Ne doit pas être confondu avec Yatenga.
Yantéga est une localité située dans le département de Barsalogho de la province du Sanmatenga dans la région Centre-Nord au Burkina Faso.

## Géographie
Constitué de centres d'habitations dispersés, le village Yantéga se situe à 20 km au nord-est de Barsalogho, le chef-lieu du département, à environ 25 km au sud-ouest de Pensa et à environ 70 km au nord-est de Kaya.

## Histoire
Le 6 juillet 2020, le maire de Pensa, Souleiman Zabré, est enlevé sur la route à Yantéga, malgré la présence d'une escorte qui l'accompagnait vers Kaya, par un groupe d'hommes armés venant de la forêt de Goenega voisine et est retrouvé assassiné.

## Économie
L'économie du village repose essentiellement sur l'agro-pastoralisme et l'activité commerçante de son marché situé à l'écart, sur l'axe reliant Barsalogho à Pensa. 

## Éducation et santé
Le centre de soins le plus proche de Yantéga est le centre médical avec antenne chirurgicale (CMA) de Barsalogho tandis que le centre hospitalier régional (CHR) se trouve à Kaya.
Le village possède une école primaire publique.